# Discografia de Roger Daltrey
A seguir está a Discografia Solo do músico de rock britânico Roger Daltrey.

## Álbuns de estúdio
| Ano                                                 | Título                              | Posição Pico | Posição Pico | Posição Pico | Posição Pico | Posição Pico |
| Ano                                                 | Título                              | UK           | AUS          | NZ           | SWE          | US           |
| --------------------------------------------------- | ----------------------------------- | ------------ | ------------ | ------------ | ------------ | ------------ |
| 1973                                                | Daltrey                             | 6            | 59           | —            | —            | 45           |
| 1975                                                | Ride a Rock Horse                   | 14           | 10           | —            | —            | 28           |
| 1977                                                | One of the Boys                     | 45           | 80           | —            | —            | 46           |
| 1980                                                | McVicar                             | 39           | —            | 44           | —            | 22           |
| 1984                                                | Parting Should Be Painless          | —            | —            | —            | —            | 102          |
| 1985                                                | Under a Raging Moon                 | 52           | —            | —            | —            | 42           |
| 1987                                                | Can't Wait to See the Movie         | —            | —            | —            | 41           | —            |
| 1992                                                | Rocks in the Head                   | —            | —            | —            | —            | —            |
| 2014                                                | Going Back Home (com Wilko Johnson) | 3            | —            | —            | —            | —            |
| 2018                                                | As Long as I Have You               | 8            | —            | —            | —            | 194          |
| "—" denota lançamentos que não entraram nas paradas |                                     |              |              |              |              |              |

## Álbuns ao vivo
| Ano  | Título                                                 | Posição Pico |
| Ano  | Título                                                 | UK           |
| ---- | ------------------------------------------------------ | ------------ |
| 1994 | A Celebration: The Music of Pete Townshend and The Who | —            |
| 2019 | The Who's Tommy Orchestral                             | 100          |

## Álbuns de compilação
| Ano  | Título                                      | Posição Pico |
| Ano  | Título                                      | US           |
| ---- | ------------------------------------------- | ------------ |
| 1981 | The Best of Roger Daltrey / Best Bits       | 185          |
| 1991 | Best of Rockers & Ballads                   | —            |
| 1997 | Martyrs & Madmen: The Best of Roger Daltrey | —            |
| 1998 | Anthology                                   | —            |
| 2005 | Moonlighting: The Anthology                 | —            |

## Singles

### Como artista principal
| Ano                                                 | Título                                                                                    | Posição Pico | Posição Pico | Posição Pico | Posição Pico | Álbum                                                                     |
| Ano                                                 | Título                                                                                    | UK           | AUS          | US           | US Rock      | Álbum                                                                     |
| --------------------------------------------------- | ----------------------------------------------------------------------------------------- | ------------ | ------------ | ------------ | ------------ | ------------------------------------------------------------------------- |
| 1973                                                | "Giving It All Away"                                                                      | 5            | 58           | 83           | —            | Daltrey                                                                   |
| 1973                                                | "Thinking"                                                                                | 61           | —            | —            | —            | Daltrey                                                                   |
| 1973                                                | "It's a Hard Life"                                                                        | —            | —            | —            | —            | Daltrey                                                                   |
| 1973                                                | "One Man Band"                                                                            | —            | —            | —            |              | Daltrey                                                                   |
| 1975                                                | "(Come and) Get Your Love"                                                                | —            | 46           | 68           | —            | Ride a Rock Horse                                                         |
| 1975                                                | "Walking the Dog"                                                                         | 52           | 77           | —            | —            | Ride a Rock Horse                                                         |
| 1975                                                | "Oceans Away"                                                                             | —            | —            | —            | —            | Ride a Rock Horse                                                         |
| 1975                                                | "Love's Dream"                                                                            | —            | —            | —            | —            | Lisztomania (trilha sonora)                                               |
| 1975                                                | "Peace at Last" (Apenas Japão)                                                            | —            | —            | —            | —            | Lisztomania (trilha sonora)                                               |
| 1977                                                | "Written on the Wind"                                                                     | 46           | —            | —            | —            | One of the Boys                                                           |
| 1977                                                | "Avenging Annie"                                                                          | —            | —            | 88           | —            | One of the Boys                                                           |
| 1977                                                | "One of the Boys"                                                                         | —            | —            | —            | —            | One of the Boys                                                           |
| 1977                                                | "Say It Ain't So, Joe"                                                                    | —            | —            | —            |              | One of the Boys                                                           |
| 1978                                                | "Leon"                                                                                    | —            | —            | —            | —            | One of the Boys                                                           |
| 1980                                                | "Free Me"                                                                                 | 39           | 66           | 53           | —            | McVicar                                                                   |
| 1980                                                | "Without Your Love"                                                                       | 55           | —            | 20           | —            | McVicar                                                                   |
| 1980                                                | "Bitter and Twisted"                                                                      | —            | —            | —            | —            | McVicar                                                                   |
| 1980                                                | "Waiting for a Friend"                                                                    | —            | —            | 104          | —            | McVicar                                                                   |
| 1981                                                | "White City Lights"                                                                       | —            | —            | —            | —            | McVicar                                                                   |
| 1982                                                | "Martyrs and Madmen"                                                                      | —            | —            | —            | 38           | Best Bits                                                                 |
| 1982                                                | "Treachery" (Apenas Espanha)                                                              | —            | —            | —            | —            | Best Bits                                                                 |
| 1982                                                | "Say It Ain't So, Joe" (Promocional/Relançamento)                                         | —            | —            | —            | 41           | Best Bits                                                                 |
| 1984                                                | "Walking in My Sleep"                                                                     | 56           | —            | 62           | 4            | Parting Should Be Painless                                                |
| 1984                                                | "Parting Should Be Painless"                                                              | —            | —            | —            | —            | Parting Should Be Painless                                                |
| 1984                                                | "Would a Stranger Do"                                                                     | —            | —            | —            | —            | Parting Should Be Painless                                                |
| 1985                                                | "After the Fire"                                                                          | 50           | 60           | 48           | 3            | Under a Raging Moon                                                       |
| 1985                                                | "Let Me Down Easy"                                                                        | —            | —            | 86           | 11           | Under a Raging Moon                                                       |
| 1986                                                | "Under a Raging Moon"                                                                     | 43           | —            | —            | 10           | Under a Raging Moon                                                       |
| 1986                                                | "The Pride You Hide"                                                                      | 92           | —            | —            | —            | Under a Raging Moon                                                       |
| 1986                                                | "Move Better in the Night" (Apenas Promocional)                                           | —            | —            | —            | —            | Under a Raging Moon                                                       |
| 1986                                                | "Quicksilver Lightning"                                                                   | —            | —            | —            | 11           | Quicksilver (trilha sonora)                                               |
| 1987                                                | "Don't Let the Sun Go Down on Me"                                                         | —            | —            | —            | —            | The Lost Boys (trilha sonora)                                             |
| 1987                                                | "Hearts of Fire"                                                                          | 88           | —            | —            | —            | Can't Wait to See the Movie                                               |
| 1987                                                | "Take Me Home"                                                                            | —            | —            | —            | 46           | Can't Wait to See the Movie                                               |
| 1992                                                | "Behind Blue Eyes" (Apenas Promocional) (The Chieftains com Roger Daltrey)                | —            | —            | —            | —            | An Irish Evening: Live at the Grand Opera House, Belfast (The Chieftains) |
| 1992                                                | "Days of Light"                                                                           | —            | —            | —            | 6            | Rocks in the Head                                                         |
| 1994                                                | "Pinball Wizard"                                                                          | —            | —            | —            | —            | A Celebration: The Music of Pete Townshend and The Who                    |
| 1998                                                | "God Bless Us Everyone" (Apenas Promocional) (Roger Daltrey Com The Boys Choir of Harlem) | —            | —            | —            | —            | Single sem álbum                                                          |
| 2002                                                | "Child of Mine" (Apenas Promocional) (Roger Daltrey feat. G Tom Mac)                      | —            | —            | —            | —            | The Banger Sisters (trilha sonora)                                        |
| 2005                                                | "My Generation" (Roger Daltrey & McFly)                                                   | —            | —            | —            | —            | Single sem álbum                                                          |
| 2014                                                | "I Keep It to Myself" (Apenas Promocional) (Roger Daltrey com Wilko Johnson)              | 140          | —            | —            | —            | Going Back Home                                                           |
| "—" denota lançamentos que não entraram nas paradas |                                                                                           |              |              |              |              |                                                                           |

### Como artista convidado
| Ano  | Título                                                                    | Posição Pico | Posição Pico | Posição Pico | Posição Pico | Posição Pico | Álbum            |
| Ano  | Título                                                                    | UK           | BEL(FL)      | IRE          | NZ           | SWI          | Álbum            |
| ---- | ------------------------------------------------------------------------- | ------------ | ------------ | ------------ | ------------ | ------------ | ---------------- |
| 1991 | "Rock and Roll" (McEnroe & Cash e The Full Metal Rackets [feat. Daltrey]) | 66           | —            | —            | —            | —            | Single sem álbum |
| 2017 | "Bridge over Troubled Water" (como parte de Artistas de Grenfell)         | 1            | 53           | 25           | —            | 28           | Single sem álbum |

## Outras aparições
| Ano  | Contribuição                                                                 | Álbum                                    |
| ---- | ---------------------------------------------------------------------------- | ---------------------------------------- |
| 1986 | "Quicksilver Lightning"                                                      | Quicksilver                              |
| 1987 | "Don't Let the Sun Go Down on Me"                                            | The Lost Boys                            |
| 1999 | "No More Mr. Nice Guy" (with Carmine Appice, Mike Inez, Bob Kulick, & Slash) | Humanary Stew: A Tribute to Alice Cooper |
| 2002 | "Child of Mine"                                                              | The Banger Sisters                       |
| 2014 | "Helter Skelter"                                                             | The Art of McCartney                     |

### Participações especiais
| Ano  | Álbum                       | Contribuição |
| ---- | --------------------------- | --- |
| 1972 | Tommy                       | Vocais convidados, tocando com a Orquestra Sinfônica de Londres conduzida por David Measham |
| 1975 | Lisztomania                 | Daltrey trabalhou com Rick Wakeman e outros na trilha sonora de Lisztomania; ele escreveu as letras de "Love's Dream", "Orpheus Song", "Peace at Last" e cantou "Love's Dream", "Orpheus Song", "Funerailles" e "Peace at Last" |
| 1990 | Mack the Knife              | Atuou como Street Singer nas músicas "Mack the Knife" e "Mack the Knife Reprise" |
| 1996 | The Wizard of Oz in Concert | Atuou como Tin Woodman e cantou em "If I Only Had a Heart", além de fazer vocais de apoio em outras músicas |
| 1999 | British Rock Symphony       | Daltrey canta "Kashmir" do Led Zeppelin com Ann Wilson e "Let It Be" dos Beatles com Simon Townshend |
| 2010 | The Hunting of the Snark    | Colaborou com Art Garfunkel, Julian Lennon, Cliff Richard e outros |

#### Contribuições de trilhas sonoras não lançadas
- "House of the Rising Sun" para a trilha sonora do filme Best